# Пайн-Маунтен-Клаб (Каліфорнія)
Пайн-Маунтен-Клаб (англ. Pine Mountain Club) — переписна місцевість (CDP) в США, в окрузі Керн штату Каліфорнія. Населення — 2422 особи (2020).

## Географія
Пайн-Маунтен-Клаб розташований за координатами 34°50′45″ пн. ш. 119°10′4″ зх. д. / 34.84583° пн. ш. 119.16778° зх. д. (34.845966, -119.167897).  За даними Бюро перепису населення США в 2010 році переписна місцевість мала площу 43,67 км², з яких 43,65 км² — суходіл та 0,02 км² — водойми.

## Демографія
Згідно з переписом 2010 року, у переписній місцевості мешкало 2315 осіб у 1062 домогосподарствах у складі 683 родин. Густота населення становила 53 особи/км².  Було 2181 помешкання (50/км²).
Расовий склад населення:
| - 89,8 % — білих - 1,9 % — азіатів - 1,3 % — чорних або афроамериканців - 1,1 % — корінних американців - 2,5 % — осіб інших рас |

До двох чи більше рас належало 3,4 %. Частка іспаномовних становила 10,0 % від усіх жителів.
За віковим діапазоном населення розподілялося таким чином: 17,8 % — особи молодші 18 років, 60,0 % — особи у віці 18—64 років, 22,2 % — особи у віці 65 років та старші. Медіана віку мешканця становила 51,6 року. На 100 осіб жіночої статі у переписній місцевості припадало 102,9 чоловіків;  на 100 жінок у віці від 18 років та старших — 103,2 чоловіків також старших 18 років.
Середній дохід на одне домашнє господарство  становив 73 770 доларів США (медіана — 41 765), а середній дохід на одну сім'ю — 90 767 доларів (медіана — 47 018). За межею бідності перебувало 11,5 % осіб, у тому числі 9,1 % дітей у віці до 18 років та 13,6 % осіб у віці 65 років та старших.
Цивільне працевлаштоване населення становило 708 осіб. Основні галузі зайнятості: транспорт — 16,5 %, будівництво — 14,4 %, роздрібна торгівля — 13,4 %.